# Berliner Turngenossenschaft
Die Berliner Turngenossenschaft war ein Turnverein aus Berlin.
Er brachte zahlreiche gute Kunstturner hervor.
Die Damen-Handballmannschaft wurde 1921 Deutscher Meister.